# شيويتالو أغو
شيويتالو أغو (بالإنجليزية: Chiwetalu Agu)‏ (مواليد 1956)، هُو مُمثل نيجيري.

## وصلات خارجية
- شيويتالو أغو على موقع IMDb (الإنجليزية)
- شيويتالو أغو على موقع قاعدة بيانات الفيلم (الإنجليزية)